# Mendon (Ohio)
Mendon és una població dels Estats Units a l'estat d'Ohio. Segons el cens del 2000 tenia 697 habitants.

## Demografia
Segons el cens del 2000, Mendon tenia 697 habitants, 262 habitatges, i 190 famílies. La densitat de població era de 708,2 habitants per km².
Dels 262 habitatges en un 34,7% hi vivien nens de menys de 18 anys, en un 58,8% hi vivien parelles casades, en un 8% dones solteres, i en un 27,1% no eren unitats familiars. En el 22,5% dels habitatges hi vivien persones soles el 10,3% de les quals corresponia a persones de 65 anys o més que vivien soles. El nombre mitjà de persones vivint en cada habitatge era de 2,66 i el nombre mitjà de persones que vivien en cada família era de 3,1.
Per edats la població es repartia de la següent manera: un 28% tenia menys de 18 anys, un 9% entre 18 i 24, un 29% entre 25 i 44, un 21,4% de 45 a 60 i un 12,6% 65 anys o més.
L'edat mediana era de 34 anys. Per cada 100 dones de 18 o més anys hi havia 97,6 homes.
La renda mediana per habitatge era de 34.231 $ i la renda mediana per família de 39.722 $. Els homes tenien una renda mediana de 31.563 $ mentre que les dones 22.727 $. La renda per capita de la població era de 15.301 $. Aproximadament el 2,6% de les famílies i el 5,3% de la població estaven per davall del llindar de pobresa.

## Poblacions més properes
El següent diagrama mostra les poblacions més properes.